# Nati nel 1907/Luglio
| Questa pagina contiene informazioni ricavate automaticamente dalle voci biografiche con l'ausilio del template Bio e di un bot. L'aggiornamento è periodico e automatico e ricostruisce completamente la pagina. Se manca una persona in questa lista, sei pregato di non aggiungerla, ma accertati piuttosto che la sua voce biografica contenga il template Bio e che i dati anagrafici siano correttamente compilati. Se il template Bio manca, inseriscilo tu stesso o, in alternativa, metti l'avviso {{tmp\|Bio}} che ne segnala la mancanza. Se i dati riportati sono sbagliati, correggi direttamente la voce biografica; le modifiche saranno visibili in questa lista entro pochi giorni. Per chiarimenti vedi il progetto biografie. La lista contiene solo le 134 persone che sono citate nell'enciclopedia e per le quali è stato implementato correttamente il template Bio. Pagina aggiornata al 26 mar 2025. |

- 1º luglio - Mario Cortiello, pittore italiano († 1981)
- 1º luglio - Thorleif Hartung, calciatore norvegese († 1982)
- 1º luglio - Ermogene Miraglia, pittore italiano († 1964)
- 1º luglio - Angelo Rotondi, calciatore italiano († 1998)
- 1º luglio - Fabian von Schlabrendorff, giurista e militare tedesco († 1980)
- 1º luglio - Ruggero Zanolla, allenatore di calcio e calciatore italiano
- 2 luglio - Gian Paolo Gamerra, militare italiano († 1943)
- 2 luglio - Ernst Kupfer, militare e aviatore tedesco († 1943)
- 2 luglio - František Nejedlý, calciatore cecoslovacco († 1979)
- 2 luglio - Jacoba Stelma, ginnasta olandese († 1987)
- 2 luglio - Armin Thiede, militare e aviatore tedesco († 1943)
- 2 luglio - Sándor Tölgyesi, tiratore a segno ungherese († 1948)
- 2 luglio - Benjamin Vessaz, pallanuotista svizzero
- 3 luglio - Horia Sima, politico rumeno († 1993)
- 4 luglio - John Anderson, discobolo statunitense († 1948)
- 4 luglio - Thomas Carr, attore e regista statunitense († 1997)
- 4 luglio - Ugo Fasano, regista italiano († 2002)
- 4 luglio - Gordon Griffith, attore statunitense († 1958)
- 4 luglio - Bohumil Joska, calciatore cecoslovacco († 1979)
- 4 luglio - George More O'Ferrall, regista, produttore televisivo e produttore cinematografico britannico († 1982)
- 5 luglio - Kurt Bittel, archeologo tedesco († 1991)
- 5 luglio - Ruggero Orlando, giornalista e politico italiano († 1994)
- 5 luglio - Michele Genovese, attore e comico italiano († 1980)
- 5 luglio - Ethel Smith, velocista canadese († 1979)
- 5 luglio - Yang Shangkun, politico e militare cinese († 1998)
- 6 luglio - William Richard Field, missionario e vescovo cattolico irlandese († 1988)
- 6 luglio - Guido Gillarduzzi, bobbista italiano († 1986)
- 6 luglio - Frida Kahlo, pittrice messicana († 1954)
- 6 luglio - Josef Zosel, calciatore cecoslovacco
- 7 luglio - Robert A. Heinlein, scrittore di fantascienza statunitense († 1988)
- 7 luglio - Piero Ravasenga, poeta, saggista e scrittore italiano († 1978)
- 7 luglio - Ita Rina, attrice jugoslava († 1979)
- 7 luglio - Vasilij Aleksandrovič Romanov, russo († 1989)
- 7 luglio - Pavel Sudoplatov, generale e agente segreto sovietico († 1996)
- 7 luglio - Valesca Tanganelli, supercentenaria italiana († 2020)
- 7 luglio - Baby Lillian Wade, attrice statunitense († 1990)
- 8 luglio - Aldo Alessandrini, militare e aviatore italiano († 1989)
- 8 luglio - George W. Romney, imprenditore e politico statunitense († 1995)
- 9 luglio - Eddie Dean, attore e cantante statunitense († 1999)
- 9 luglio - Stefano Riccio, politico italiano († 2004)
- 10 luglio - Angelo Dessy, attore italiano († 1983)
- 10 luglio - Blind Boy Fuller, cantante e chitarrista statunitense († 1941)
- 10 luglio - Francisc Spielmann, calciatore ungherese († 1974)
- 11 luglio - Ferante Colnago, calciatore jugoslavo († 1969)
- 11 luglio - Erwin Gillmeister, velocista tedesco († 1993)
- 11 luglio - Len Harvey, pugile inglese († 1976)
- 11 luglio - Armando Maunier, cestista spagnolo († 1998)
- 11 luglio - Kiki Palmer, attrice italiana († 1949)
- 11 luglio - Giuseppe Pullano, vescovo cattolico italiano († 1977)
- 12 luglio - Fausto Barbolini, calciatore italiano († 1959)
- 12 luglio - Roger Bonvin, politico svizzero († 1982)
- 12 luglio - Adamo Dabini, ciclista su strada italiano
- 12 luglio - Silvio Marcuzzi, operaio, antifascista e partigiano italiano († 1944)
- 12 luglio - Wilhelm Strassburger, calciatore tedesco († 1991)
- 12 luglio - Alexander Wood, calciatore scozzese († 1987)
- 12 luglio - Ľudo Zúbek, scrittore, traduttore e traduttore slovacco († 1969)
- 13 luglio - Bruno Rovesti, pittore italiano († 1987)
- 13 luglio - Aleksandrs Stankus, calciatore lettone († 1944)
- 13 luglio - George Weller, scrittore, drammaturgo e giornalista statunitense († 2002)
- 14 luglio - Annabella, attrice francese († 1996)
- 14 luglio - Craven Hohler, schermidore britannico († 1940)
- 14 luglio - Venturino Panebianco, archeologo e storico italiano († 1980)
- 14 luglio - Chico Landi, pilota automobilistico brasiliano († 1989)
- 14 luglio - Maria Solveg-Matray, attrice, sceneggiatrice e coreografa tedesca († 1993)
- 14 luglio - Teresa Tirelli, conduttrice radiofonica statunitense († 1989)
- 15 luglio - Tito Falconi, aviatore italiano
- 15 luglio - Shōshin Nagamine, militare, poliziotto e maestro di karate giapponese († 1997)
- 15 luglio - Mona Rico, attrice messicana († 1994)
- 15 luglio - Jaromír Skála, calciatore e allenatore di calcio cecoslovacco († 1982)
- 15 luglio - John West Wells, paleontologo, biologo e geologo statunitense († 1994)
- 16 luglio - Eileen Bennett Whittingstall, tennista britannica († 1979)
- 16 luglio - Eugenio Montuori, architetto italiano († 1982)
- 16 luglio - Barbara Stanwyck, attrice e ballerina statunitense († 1990)
- 17 luglio - Paolo Enrico Arias, archeologo e funzionario italiano († 1998)
- 17 luglio - Paul Eugène Magloire, generale e politico haitiano († 2001)
- 17 luglio - Mario Milano, militare e marinaio italiano († 1941)
- 17 luglio - Monty Southall, pistard britannico († 1993)
- 18 luglio - Herbert Lionel Adolphus Hart, filosofo e giurista britannico († 1992)
- 19 luglio - Giulio Balestrini, calciatore italiano († 1997)
- 19 luglio - Günter Bialas, compositore tedesco († 1995)
- 19 luglio - Pietro Forotti, allenatore di calcio e calciatore italiano
- 19 luglio - Isabel Jewell, attrice statunitense († 1972)
- 19 luglio - Aldo Poretti, calciatore svizzero
- 20 luglio - Cor Kools, allenatore di calcio e calciatore olandese († 1985)
- 20 luglio - Jean Pougnet, violinista britannico († 1968)
- 21 luglio - Filippo Barattolo, politico italiano († 1972)
- 21 luglio - Umberto Ghibaudo, calciatore italiano
- 21 luglio - Georg Rydeberg, attore svedese († 1983)
- 21 luglio - Antonio Scherillo, mineralogista italiano († 2008)
- 21 luglio - Paul Wevers, canoista tedesco († 1941)
- 22 luglio - Aldo Donelli, allenatore di football americano e calciatore statunitense († 1994)
- 22 luglio - Phillips Holmes, attore statunitense († 1942)
- 22 luglio - Romualdas Marcinkus, aviatore, calciatore e allenatore di calcio lituano († 1944)
- 22 luglio - Renato Marino Mazzacurati, scultore e pittore italiano († 1969)
- 22 luglio - Aldo Patocchi, incisore, giornalista e illustratore svizzero († 1986)
- 23 luglio - Ali Benouna, calciatore francese († 1980)
- 23 luglio - Max Catto, scrittore e drammaturgo britannico († 1992)
- 23 luglio - Ernesto Valentini, psicologo e gesuita italiano († 1987)
- 24 luglio - Vitaliano Brancati, scrittore, sceneggiatore e drammaturgo italiano († 1954)
- 24 luglio - William Chalmers, allenatore di calcio e calciatore scozzese († 1980)
- 24 luglio - Yogamaharishi Swami Gitananda, filosofo e mistico indiano († 1993)
- 25 luglio - Bruno Deri, calciatore italiano († 1955)
- 25 luglio - Jack Gilford, attore e comico statunitense († 1990)
- 25 luglio - Johnny Hodges, sassofonista statunitense († 1970)
- 25 luglio - Billy Kingdon, allenatore di calcio e calciatore inglese († 1977)
- 25 luglio - Roman Rudenko, magistrato sovietico († 1981)
- 25 luglio - Ichirō Sugai, attore giapponese († 1973)
- 26 luglio - Massimo Alesi, politico italiano († 1988)
- 26 luglio - Gioconda De Vito, violinista italiana († 1994)
- 26 luglio - Jef Demuysere, ciclista su strada e ciclocrossista belga († 1969)
- 26 luglio - Tonino Fradelloni, calciatore italiano († 1982)
- 26 luglio - André Frénaud, poeta francese († 1993)
- 26 luglio - André Gertler, violinista e insegnante ungherese († 1998)
- 26 luglio - Lucia Joyce, ballerina italiana († 1982)
- 26 luglio - István Pelle, ginnasta ungherese († 1986)
- 26 luglio - Alberto Trabucchi, giurista italiano († 1998)
- 27 luglio - Ross Alexander, attore statunitense († 1937)
- 27 luglio - Tommaso Caudera, calciatore italiano († 1968)
- 27 luglio - Petar Lubarda, pittore jugoslavo († 1974)
- 27 luglio - Guido Piovene, scrittore e giornalista italiano († 1974)
- 27 luglio - Gregory Vlastos, storico della filosofia statunitense († 1991)
- 27 luglio - John Wells, pittore inglese († 2000)
- 27 luglio - Jack van Bebber, lottatore statunitense († 1986)
- 28 luglio - Melitta Brunner, pattinatrice artistica su ghiaccio austriaca († 2003)
- 28 luglio - Grahame Clark, archeologo britannico († 1995)
- 28 luglio - Guglielmo De Angelis d'Ossat, ingegnere e architetto italiano († 1992)
- 29 luglio - Melvin Belli, avvocato, saggista e attore statunitense († 1996)
- 29 luglio - Robert John Braidwood, archeologo e antropologo statunitense († 2003)
- 29 luglio - Il'ja Semënovič Tuktaš, poeta, scrittore e giornalista russo († 1957)
- 30 luglio - Nicola Girace, schermidore italiano († 1970)
- 30 luglio - Audrey Hanna, attrice statunitense († 1990)
- 30 luglio - Roy Williams, artista e animatore statunitense († 1976)
- 31 luglio - Antonio Brancati, militare italiano († 1937)
- 31 luglio - Mario Patuzzi, calciatore italiano († 1983)